# Nino Staffieri
Nino Staffieri (nascido Bassano Staffieri, Zorlesco, comuna de Casalpusterlengo, 6 de setembro de 1931 – 31 de julho de 2018) foi um bispo católico italiano. Foi o bispo-emérito de La Spezia-Sarzana-Brugnato.

## Biografia
Nascido em Zorlesco, comuna de Casalpusterlengo em 1931, é ordenado padre em 1955. Desde o fim dos anos 70 até metade dos anos 80 é vigário-geral da diocese de Lodi com os bispos Paulo Magnani e Tiago Capuzzi.
Eleito bispo de Carpi, foi ordenado pelas mãos do cardeal Ugo Poletti em 9 de setembro de 1989. Transferido para a La Spezia-Sarzana-Brugnato em 10 de julho de 1999, retirou-se por limite de idade em 6 de dezembro de 2007. Faleceu aos 86 anos.

## Honrarias
- Cidadão honorário de La Spezia.